# Juan Fernández (aktor)
Juan de Jesus Fernández de Alarcon (ur. 13 grudnia 1956 w Santo Domingo) − dominikański aktor filmowy i telewizyjny i model.

## Filmografia

### Filmy fabularne
- 1984: Miasto strachu (Fear City) jako Jorge
- 1986: Salwador (Salvador) jako porucznik armii
- 1988: Krokodyl Dundee II ('Crocodile' Dundee II) jako Miguel
- 1988: Kuloodporny (Bulletproof) jako Pantaro
- 1989: Wydarzyło się w Los Angeles (L.A. Takedown) jako Harvey Torena
- 1989: Kocur (Cat Chaser) jako Rafi
- 1990: Arachnofobia (Arachnophobia) jako Miguel Higueras
- 1990: Detektyw Extralarge: Ruchomy cel (Extralarge: Moving Target) jako Rashid
- 1990: Pokaz siły (A Show of Force) jako kapitan Correa
- 1992: Żelazny orzeł III (Aces: Iron Eagle III) jako Escovez
- 1992: Twardziel (Nails) jako Victor Menandez
- 1993: Amazonka w ogniu (Fire on the Amazon)
- 1994: Niebezpieczeństwo (The Dangerous) jako Tito
- 1996: Czas wściekłych psów (Mad Dog Time) jako Davis
- 1996: Krytyczna decyzja (Executive Decision) jako londyński zamachowiec
- 1997: Przerwany rejs (Dead Tides) jako Juan Carlos
- 1999: Samotne (Solas) jako Juan
- 2000: Cygan (Gitano) jako Manfredi
- 2001: Lucia i seks (Lucia y el sexo) jako szef
- 2003: Ładunek strachu (Camara oscura) jako Salomon
- 2003: Odwet (A Man Apart) jako Mateo Santos
- 2003: Skazany na piekło (In Hell) jako Shubka
- 2004: Złe wychowanie (La Mala educacion) jako Martin
- 2005: Hawana – miasto utracone (The Lost City) jako prezydent Fulgencio Batista
- 2007: Serce Ziemi (El Corazon de la tierra) jako Nazario
- 2009: The Collector jako Kolekcjoner

### Seriale TV
- 1984: T.J. Hooker jako Enrique Gomez
- 1987: Posterunek przy Hill Street (Hill Street Blues) jako Leroy Sherman
- 1988: Policjanci z Miami (Miami Vice) jako Martillo Borrasca
- 1995: Strażnik Teksasu (Walker, Texas Ranger) jako Ernesto Espinoza
- 1995: SeaQuest 2032 jako Ilich Ramirez Colon
- 1997: Beverly Hills, 90210 jako Fernando Caldero
- 1998: Air America jako Ramon Estrada
- 2000: Ścigany (The Fugitive) Basquera
- 2007: CSI: Kryminalne zagadki Miami (CSI: Miami) jako Alejandro Moyano